# Dalešice (ort i Tjeckien, lat 50,68, long 15,18)
Dalešice är en ort i Tjeckien. Den ligger i den norra delen av landet, 90 km nordost om huvudstaden Prag. Dalešice ligger 562 meter över havet och antalet invånare är 121.
Terrängen runt Dalešice är lite kuperad. Runt Dalešice är det tätbefolkat, med 257 invånare per kvadratkilometer. Närmaste större samhälle är Liberec, 13,1 km nordväst om Dalešice. Omgivningarna runt Dalešice är en mosaik av jordbruksmark och naturlig växtlighet.